# Ulaankhus
Ulaankhus (tiếng Mông Cổ: Улаанхус) là một sum của tỉnh Bayan-Ölgii tại miền tây Mông Cổ. Vào năm 2014, dân số của sum 8.010 người. Dân cư chủ yếu là người Kazakh.

## Lịch sử
Trong lịch sử, Ulaankhus được định cư bởi những người Kazakh di chuyển đến phía bắc của dãy núi Altai. Năm 1922, khoshuun Sherushy với trung tâm nằm ở Akbalshyk, hiện là Bilüü, được thành lập. Năm 1922, nó được chia thành Sherushy và Shebaraigyr, và năm 1925 thành Sherushy, Shebaraigyr, Botakara và Zhantekey. Những khoshuun này thuộc về tỉnh Khovd. Năm 1938, khoshuun Sherushy được đổi tên thành sum Ulaankhus. Năm 1940, tỉnh Bayan-Ölgii được thành lập, và sum này thuộc về tỉnh này.

## Địa lý
Sum Ulaankhus giáp Cộng hòa Altai của Nga ở phía bắc, Tsagaannuur ở phía đông bắc, Bugat ở phía đông, Sagsai ở phía đông nam, địa cấp thị Altay của Tân Cương, Trung Quốc ở phía tây nam và Tsengel ở phía tây. Sum được bao phủ bởi những ngọn đồi và ngọn núi, với 90% diện tích nằm ở độ cao trên 2.500 mét. Điểm cao nhất là Núi Besbogda (4.374 mét). Sum có núi Tsengel Khairkhan, với độ cao 3.967 mét.Sông Khovd chảy qua huyện, chảy qua thị trấn Bilüü.

### Khí hậu
Khu vực này có khí hậu sa mạc lạnh. Nhiệt độ trung bình hàng năm ở khu vực xung quanh là 1 °C. Tháng ấm nhất là tháng 7, khi nhiệt độ trung bình là 19 °C và lạnh nhất là tháng 1, với -21 °C. Lượng mưa trung bình hàng năm là 195 mm. Tháng mưa nhiều nhất là tháng 7, với lượng mưa trung bình 45 mm và khô nhất là tháng 2, với lượng mưa 3 mm.

## Phân chia hành chính
Sum bao gồm 8 bagtai:
- Ikh-Oigor
- Khökh khötöl
- Khuljaa
- Sogoog
- Bayanzürkh
- Dayan
- Bilüü-1
- Bilüü-2

## Kinh tế
Bilüü chứa Siêu thị Nurbergen, một chi nhánh của Ngân hàng Khan, một sân vận động nhỏ, một khách sạn, một trường học và một bệnh viện.

## Văn hóa
Hơn 60 hài cốt thuộc văn hóa Pazyryk đã được phát hiện tại các sum Ulaankhus và Tsengel trong một chuyến thám hiểm năm 2004. Khu vực này chứa rất nhiều bức tranh trên đá của thợ săn.

## Tôn giáo
Tôn giáo chủ yếu ở đây là đạo Hồi, được theo bởi người Kazakh.